# Bundesverband Deutscher Krankenhausapotheker
Bundesverband Deutscher Krankenhausapotheker e.V. (früher Arbeitsgemeinschaft Deutscher Krankenhausapotheker ADKA e.V.) ist der Berufsverband Deutscher Krankenhausapotheker. Er ist untergliedert in die Teilbetriebe ADKA e.V., ADKA-Akademie für Krankenhauspharmazie gGmbH und ADKA-Service GmbH.

## Geschichte und Gegenwart
Im Jahre 1911 wurde die „Vereinigung der Leiter der Anstaltsapotheken für das Deutsche Reich“ gegründet. Ziel war es, den Krankenhausapothekern in Deutschland ein Forum für den regelmäßigen Austausch sowie die Behandlung wissenschaftlicher, wirtschaftlicher und juristischer Belange zu schaffen. Gleichzeitig sollten die Besonderheiten der Krankenhauspharmazie innerhalb und außerhalb des Berufsstandes der Apotheker vertreten werden.
Heute ist der Verein ein Netzwerk mit über 3000 Mitgliedern, die in 14 aktiven Landesverbänden unter Leitung der Landesverbands-Vorsitzenden organisiert sind. Die Gesellschaft ist Mitglied der Arbeitsgemeinschaft der Wissenschaftlichen Medizinischen Fachgesellschaften (AWMF) und beteiligt sich als Fachgesellschaft an der evidenzbasierten und interprofessionellen Entwicklung von Behandlungsleitlinien.

## Organisation
Der Verband ist organisatorisch in ein Präsidium und einen Vorstand gegliedert. Das höchste Organ ist die Mitgliederversammlung. Die Organe der Teilbetriebe werden in Personalunion durch die Verbandsleitung besetzt. Dem Präsidium gehören 5 von der Mitgliederversammlung gewählte Mitglieder an. Diese sind der Präsident, der 1. Vizepräsident, der 2. Vizepräsident, der Schriftführer sowie der Schatzmeister. Der Vorstand besteht aus den Mitgliedern des Präsidiums sowie den Vorsitzenden der 14 Landesverbände. Ein hauptamtlicher Geschäftsführer führt die Geschäfte der ADKA und leitet das Hauptstadtbüro in Berlin. Vereinssitz ist München.
Derzeitiger Präsident (Stand:05/2025) ist Jochen Schnurrer, Chefapotheker des Universitätsklinikum Essen;  1. Vizepräsidentin Dagmar Horn, Apothekerin im Universitätsklinikum Münster; 2. Vizepräsident Kim Green, Chefapotheker des Klinikum Oldenburg; Schatzmeister Max Kretzschmar, Apotheker im Universitätsklinikum Hamburg-Eppendorf; Schriftführerin Elke Dechandt, Apothekerin im St. Joseph Krankenhaus, Berlin. Geschäftsführer ist Christopher Jürgens.

## Aufgaben
Die Arzneimitteltherapiesicherheit (AMTS), der Patientenschutz sowie die Qualität und Wirtschaftlichkeit der Arzneimitteltherapie sind die wesentlichen Handlungsfelder der ADKA. Ziel ist die wirksame, sichere und kostengünstige Arzneimitteltherapie aller Patienten im Krankenhaus. Mit dem „Closed Loop Medication Management“, der durchgängigen Digitalisierung des Verordnungsprozesses unter Verwendung klinischer Expertensysteme in Verbindung mit dem flächendeckenden Einsatz von Stationsapothekern, wird dieses Ziel schwerpunktmäßig verwirklicht.  Im Bundesland Niedersachsen ist der verpflichtende Einsatz von Stationsapothekern bereits gesetzlich vorgeschrieben. Das ADKA-Wissenschaftsreferat begleitet den Prozess wissenschaftlich, bindet ihn ein in den AMTS-Aktionsplan des  Bundesministerium für Gesundheit und fördert die Zusammenarbeit insbesondere mit medizinischen Fachgesellschaften. 

Mit bisher 9 ADKA-Leitlinien (Stand: 01/2024) gibt der Verband systematisch entwickelte Empfehlungen mit „dem Zweck, den Krankenhausapothekern Unterstützung bei der Entscheidung über angemessene Vorgehensweisen und Maßnahmen bei der Versorgung der Patienten mit Arzneimitteln und klinisch-pharmazeutischen Dienstleistungen zu geben.“ Krankenhauspatienten müssen das richtige Arzneimittel, in der richtigen Dosierung und Arzneiform, zum richtigen Zeitpunkt sowie richtig informiert und dokumentiert erhalten. Zur Steuerung der damit im Zusammenhang stehenden Prozesse hat der Bundesverband im ADKA-Thesenpapier 22 Thesen formuliert, die sich mit der Sicherheit und Qualität der Arzneimitteltherapie, -information und -herstellung, sowie der Qualität der Aus-, Fort- und Weiterbildung, der Qualität der Pharmazeutischen Logistik und der Wirtschaftlichkeit der Arzneimitteltherapie befassen.
Weitere Verbandsaufgaben sind die
- Vertretung der Krankenhauspharmazie gegenüber Bund, Ländern, Körperschaften, Standes- und sonstigen Organisationen im Gesundheitswesen
- Zusammenarbeit mit pharmazeutischen Vereinigungen auf nationaler und auf internationaler Ebene
- Wahrung und Förderung der beruflichen und sozialen Interessen der Krankenhausapotheker
- Herausgabe der verbandseigenen Fachzeitschrift „Krankenhauspharmazie“
- Öffentlichkeitsarbeit

## Ausschüsse
Es existieren 16 von der Mitgliederversammlung gewählte Ausschüsse, die sich mit der Analyse und fachlichen Bearbeitung zahlreicher Themengebiete befassen:
- Arzneimittelinformation
- Pharmazeutische Interventionen
- Antiinfektive Therapie
- Intensivmedizin und klinische Ernährung
- Onkologie
- Pädiatrie
- Psychiatrie, Neurologie, Gerontopsychiatrie
- Elektronische Verordnung
- Aus-, Fort- und Weiterbildung
- Qualitätsmanagement und Qualitätssicherung
- Strategisches Management
- Klinische Studien
- Herstellung und Analytik
- Unit dose
- Medizinprodukte, medizinische Gase und  in-vitro-Diagnostika
- Pharmazeutische Logistik

## Stiftung
Die ADKA-Stiftung zur Förderung der klinischen Pharmazie e.V. unterstützt durch die Vergabe von Stipendien junge Apotheker, die Interesse an der praktischen Umsetzung der Klinischen Pharmazie im Krankenhaus zeigen. Gefördert werden beispielsweise Pharmaziepraktikanten im dritten Prüfungsabschnitt, die ein sechsmonatiges Praktikum in einer Krankenhausapotheke im Ausland ableisten, Krankenhausapotheker, die sich zum Fachapotheker für klinische Pharmazie weiterbilden oder auch Krankenhausapotheker nach Abschluss der Weiterbildung.
Die Stiftung fördert auch den internationalen Kontakt sowie den Austausch von Apothekern und die Ausrichtung von Seminaren für junge Führungskräfte. Hierbei liegt ein besonderer Schwerpunkt in der Förderung von Auslandspraktika und -studien.